# Gisela Crespo Brito
Gisela Crespo Brito (La Habana, Cuba, 14 de diciembre de 1957- Puebla, México, 4 de agosto de 2021) fue una directora coral, pianista y música cubano-mexicana.

## Biografía
Aunque se le considera especialista en música renacentista y latinoamericana, abordó obras de otros periodos durante su trayectoria.
En el año 2001 fundó el Coro de Cámara de la Universidad de las Américas Puebla, agrupación con la cual obtuvo el segundo premio en la categoría de Coros de Cámara y el premio especial a la interpretación Renacentista, otorgado por la Universidad Francois Rabelais en el concurso internacional de coros Florilege Vocal de Tours, en Francia.
Originaria de Cuba, estudió la licenciatura en Dirección Coral y Lectura de Partituras en el Instituto Superior de Arte de La Habana, y la maestría en Estudios Musicales en la Universidad Veracruzana, en Xalapa, México.
Participó en el concurso internacional Florilege Vocal de Tours (Francia), y en los festivales internacionales Corhabana 2003 (La Habana), América Cantat IV 2004 (CDMX), Festival Internacional Cervantino (México), América Cantat 8 (Bahamas), Corhabana 2018 (La Habana), FICORU 2017 (UNAM).
Asimismo, se presentó en importantes escenarios, como el Carnegie Hall (Nueva York); Teatro Amadeo Roldán (Cuba); Sala Nezahualcóyotl, Palacio de Bellas Artes, Sala Ollin Yolitztli, Sala Blas Galindo, Museo José Luis Cuevas y Teatro Ignacio de la Llave (México), entre otros.
Aportó a la creación de una escuela coral en México al ser directora artística de cinco Encuentros Corales de la UDLAP,  y haber impartido clases de dirección coral, técnica vocal y conjuntos corales en la Escuela de Artes de la Benemérita Universidad Autónoma de Puebla (BUAP), la Licenciatura en Música de la Universidad de las Américas Puebla (UDLAP), el Diplomado en Dirección Coral de la asociación civil Voce In Tempore, y el programa de Orquestas y Coros de Esperanza Azteca.
También fue directora invitada en varias ocasiones del Coro de Madrigalistas de Bellas Artes y el coro de la Universidad Veracruzana.

## Discografía
- Oh tiempo (2003)
- De Cuba pa’ usté (2005)
- De México y algo más (2011)
- Colección Cor-atl (2012)[11]
- Festival Tesoros Musicales del Archivo del Venerable Cabildo de la Catedral de Puebla (2013)[12]

## Premios
- Gran Premio en el Festival Nacional del Minint (Cuba)
- Prix Renaissance Université François Rabelais (Florilege Vocal de Tours, Francia)[13]